# Valentyna Semerenko
Valentyna Oleksandrivna Semerenko, detta Valj (in ucraino Валентина Олександрівна Семеренко?; Krasnopillja, 18 gennaio 1986), è una biatleta ed ex fondista ucraina.
È sorella gemella di Vita, a sua volta biatleta di alto livello.

## Biografia
Dopo aver praticato in gioventù lo sci di fondo, partecipando anche a un'edizione dei Campionati mondiali juniores di sci nordico (Stryn 2004) senza ottenere risultati di rilievo, si è dedicata al biathlon. In Coppa del Mondo ha esordito il 17 dicembre 2005 a Osrblie (47ª) e ha ottenuto la prima vittoria, nonché primo podio, il 7 gennaio 2009 a Oberhof.
In carriera ha preso parte a quattro edizioni dei Giochi olimpici invernali, Torino 2006 (46ª nell'individuale), Vancouver 2010 (13ª nell'individuale, 23ª nella sprint, 23ª nell'inseguimento, 19ª nella partenza in linea, 6ª nella staffetta), Soči 2014 (12ª nella sprint, 19ª nell'individuale, 5ª nell'inseguimento, 12ª nella partenza in linea, 1ª nella staffetta) e Pyeongchang 2018 (46ª nella sprint, 25ª nell'individuale, 19ª nella partenza in linea), e a dieci dei Campionati mondiali, vincendo sei medaglie.

## Palmarès

### Biathlon

#### Olimpiadi
- 1 medaglia:
  - 1 oro (staffetta a Soči 2014)

#### Mondiali
- 6 medaglie:
  - 1 oro (partenza in linea[2] a Kontiolahti 2015)
  - 2 argenti (staffetta[2] a Östersund 2008; staffetta[2] a Nové Město na Moravě 2013)
  - 3 bronzi (individuale[2] a Nové Město na Moravě 2013; sprint[2] a Kontiolahti 2015; staffetta[2] a Östersund 2019)

#### Europei
- 11 medaglie:
  - 7 ori (staffetta a Nové Město na Moravě 2008; staffetta a Ufa 2009; sprint a Otepää 2010;  staffetta a Val Ridanna 2011; staffetta a Brezno-Osrbile 2012; staffetta a Otepää 2015; staffetta mista a Minsk-Raubyči 2020)
  - 3 argenti (staffetta a Otepää 2010; sprint, inseguimento a Brezno-Osrbile 2012)
  - 1 bronzo (staffetta a Bansko 2007)

#### Coppa del Mondo
- Miglior piazzamento in classifica generale: 3ª nel 2015
- 22 podi (8 individuali, 14 a squadre), oltre a quelli ottenuti in sede iridata e validi anche ai fini della Coppa del Mondo:
  - 5 vittorie (1 individuale, 4 a squadre)
  - 6 secondi posti (1 individuale, 5 a squadre)
  - 11 terzi posti (6 individuali, 5 a squadre)

##### Coppa del Mondo - vittorie
| Data             | Località                | Nazione  | Specialità                                                   |
| ---------------- | ----------------------- | -------- | ------------------------------------------------------------ |
| 7 gennaio 2009   | Oberhof                 | Germania | RL (con Olena Pidhrušna, Vita Semerenko e Oksana Chvostenko) |
| 3 gennaio 2013   | Oberhof                 | Germania | RL (con Julija Džyma, Olena Pidhrušna e Vita Semerenko)      |
| 7 dicembre 2013  | Hochfilzen              | Austria  | RL (con Julija Džyma, Vita Semerenko e Olena Pidhrušna)      |
| 15 dicembre 2013 | Annecy Le Grand-Bornand | Francia  | PU                                                           |
| 17 gennaio 2016  | Ruhpolding              | Germania | RL (con Iryna Varvynec', Julija Džyma e Olena Pidhrušna)     |

Legenda:

RL = staffetta

PU = inseguimento